# Steve Lomas
Steve Lomas (Hannover, 18 gennaio 1974) è un allenatore di calcio ed ex calciatore nordirlandese, nato nella Germania Ovest, di ruolo centrocampista che, per diciassette partite tra il 1997 e il 2003, fu il capitano dell'Irlanda del Nord.
È stato un centrocampista centrale. Nel marzo del 1997 il West Ham lo acquistò per 2,4 milioni di euro.

## Palmarès

### Giocatore

#### Competizioni internazionali
- Coppa Intertoto UEFA: 1

West Ham: 1999